# Château de La Boissière
Pour l’article homonyme, voir Château de La Boissière (Mayenne).
Le château de La Boissière est situé  sur la commune de La Boissière-École dans le sud du département des Yvelines, en France.

## Histoire

### Origines
La Boissière était au Moyen Âge un fief de la châtellenie de Saint-Léger. La Haute-Boissière et la Basse-Boissière ont appartenu à différentes familles dont les Vaultier puis les Maillard vers la fin du XVIe siècle. En 1715, Catherine de Maillard, dame de La Boissière, épouse Eustache de Malebranche, apparenté au philosophe.
En 1779, Marie-Catherine de Malebranche de La Boissière (1759-1781) épouse Claude Jacques Marie Le Gras (1748-1801), seigneur de Bercagny, capitaine de dragons au régiment de Lorraine, chevalier de Saint-Lazare. À la mort de son fils unique Alexandre Claude (1781-1847), l’héritage est partagé entre ses descendants : le baron Gustave Le Gras de La Boissière (1808-1897) qui reçoit le chateau de la Boissière et son frère cadet Achille (1816-1878), qui reçoit les terres et la ferme du Tremblay, située à la Basse-Boissière et fait construire une autre maison.

### Famille Blanchard
Le financier Charles Blanchard achète en 1881 le domaine. Il y loge l'actrice Gabrielle Elluin, dite Mademoiselle Elluini.

### Famille Hériot

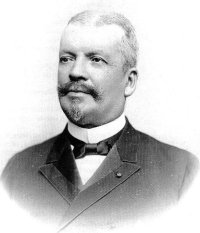
Olympe Hériot.
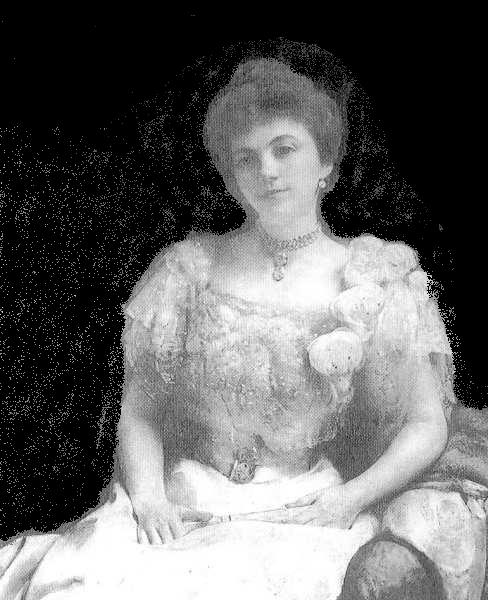
Cyprienne Dubernet, Mme Hériot.
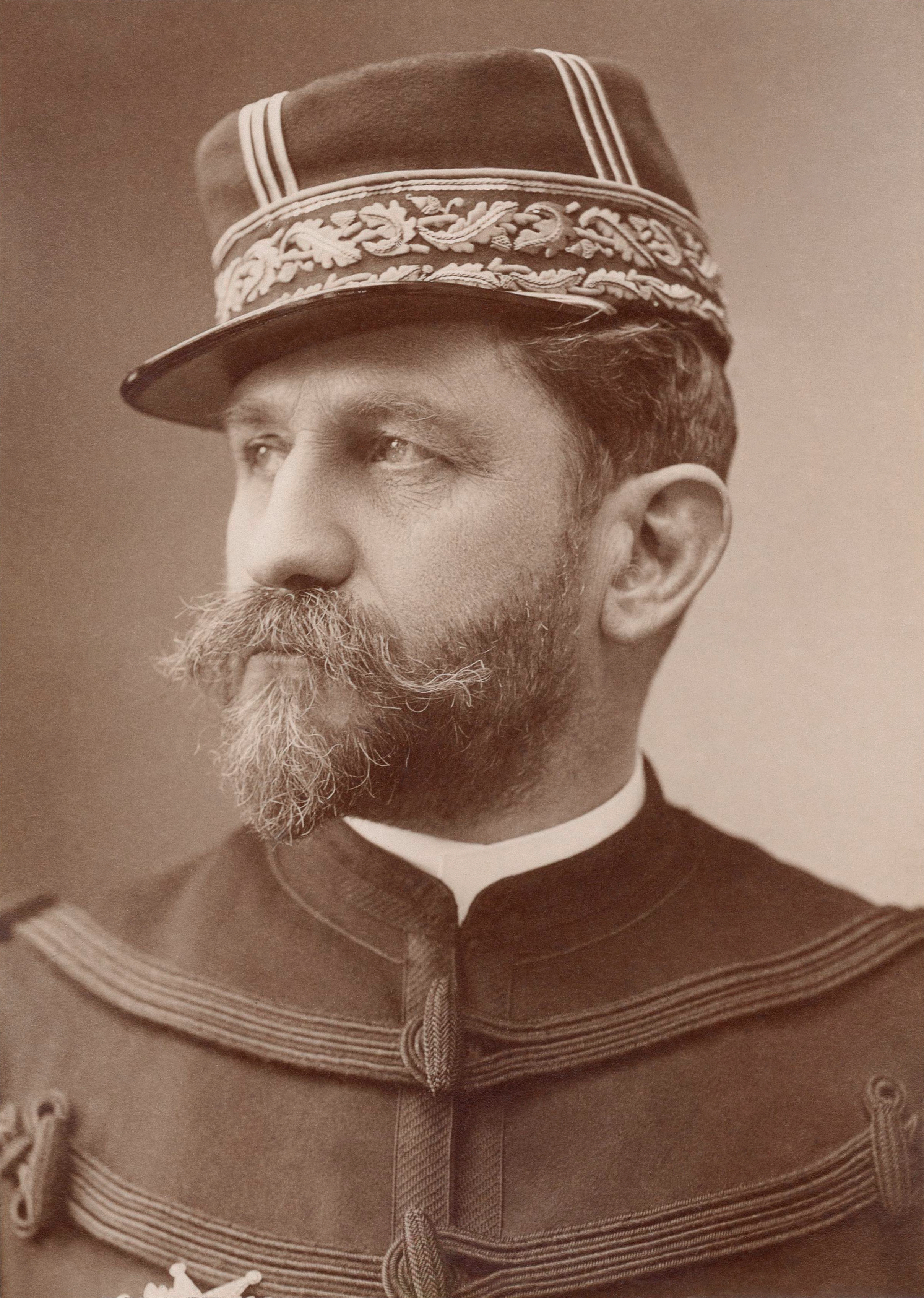
Le général Boulanger.
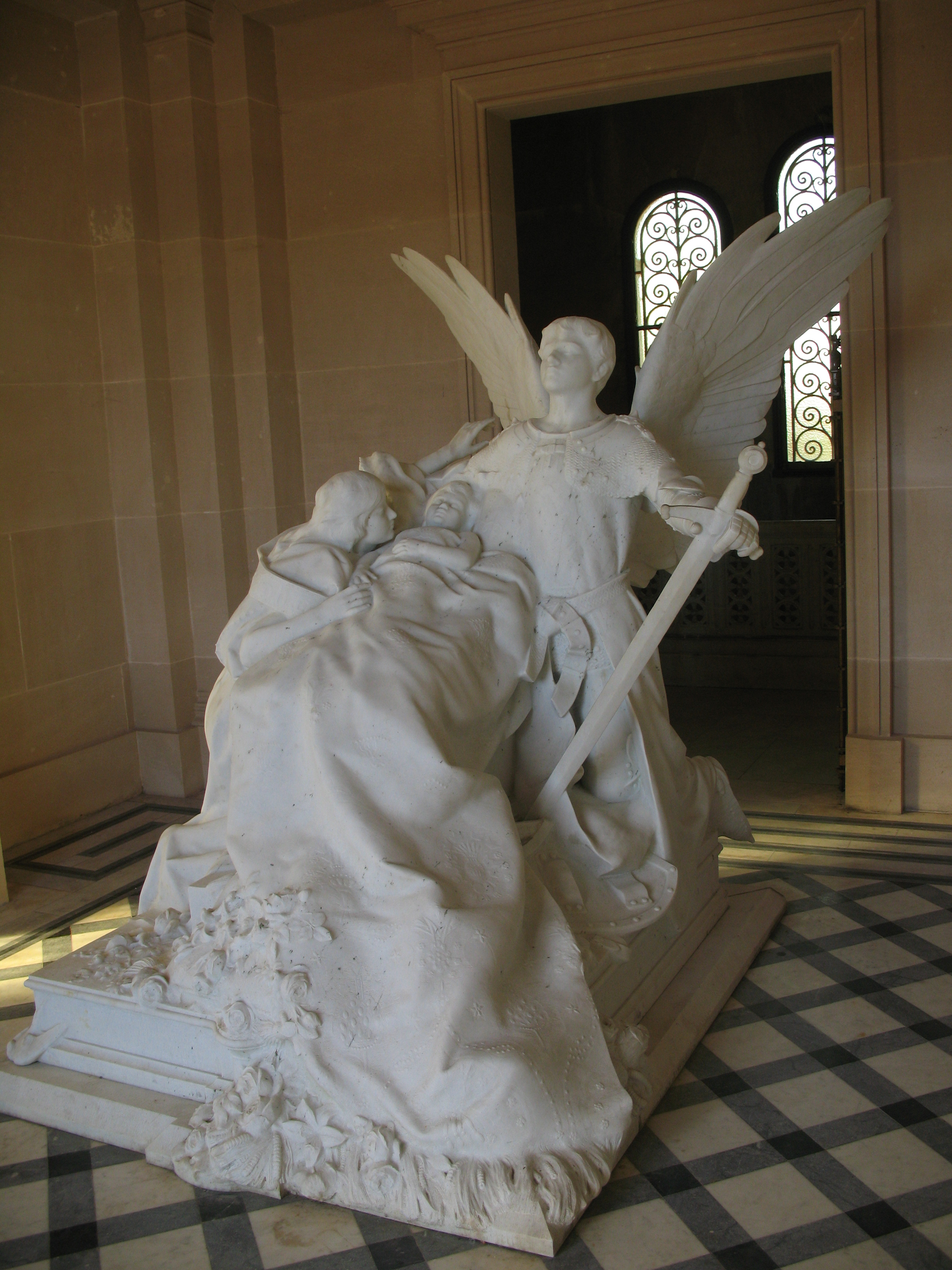
Vestibule du mausolée : hommage à Jean Hériot.

Ayant hérité de l’immense fortune de son frère aîné Auguste (1826-1879), mort sans enfant, le commandant Olympe Hériot (1833-1899) confie ses affaires à des spécialistes et achète en 1885 la propriété de La Boissière qu’il fait passer de 780 à 1200 hectares. Dans les premiers temps, et avant même d’entamer des restaurations, il loge au château des orphelins de guerre. En 1886, il inaugure le pensionnat, situé à quelques centaines de mètres, en présence du général Boulanger. En 1887, il épouse Cyprienne Dubernet (1847-1945) qui lui donne quatre enfants : Auguste II (1886-1951) et Olympe II (1887-1953), nés hors mariage, Virginie (1890-1932), prénom donné en souvenir de sa grand-mère, et enfin Jean (1897-1899), pour lequel son père fait élever l’imposante sculpture en marbre blanc qu’on peut voir dans le vestibule du mausolée de la famille, au cimetière du village. Le commandant finit ses jours au château, sans doute atteint de syphilis.
En 1908, Cyprienne se remarie avec Roger Hippolyte Douine. En 1921, Philippe Pétain lui remet en personne à La Boissière l’insigne de chevalier de la Légion d’Honneur pour sa générosité envers l’orphelinat.
À nouveau veuve en 1925, elle reçoit à plusieurs reprises le maréchal, accompagné de son aide de camp qui n’est autre que Charles de Gaulle.
Virginie, qui y épouse le vicomte François Marie Haincque de Saint Senoch en 1910, s’illustre dans les compétitions sportives navales. Elle perdra la vie à bord de son bateau. Ses deux frères n’auront pas d’enfant. Auguste II, amateur d’art, amant éphémère de l’écrivain Colette est un héros de la Grande Guerre. Olympe II, passionné de chasse à courre qu’il organise dans le domaine et qui donnera son nom à une sonnerie (l’Olympe Hériot), s’éprend de la chanteuse Jeanne Aubert.

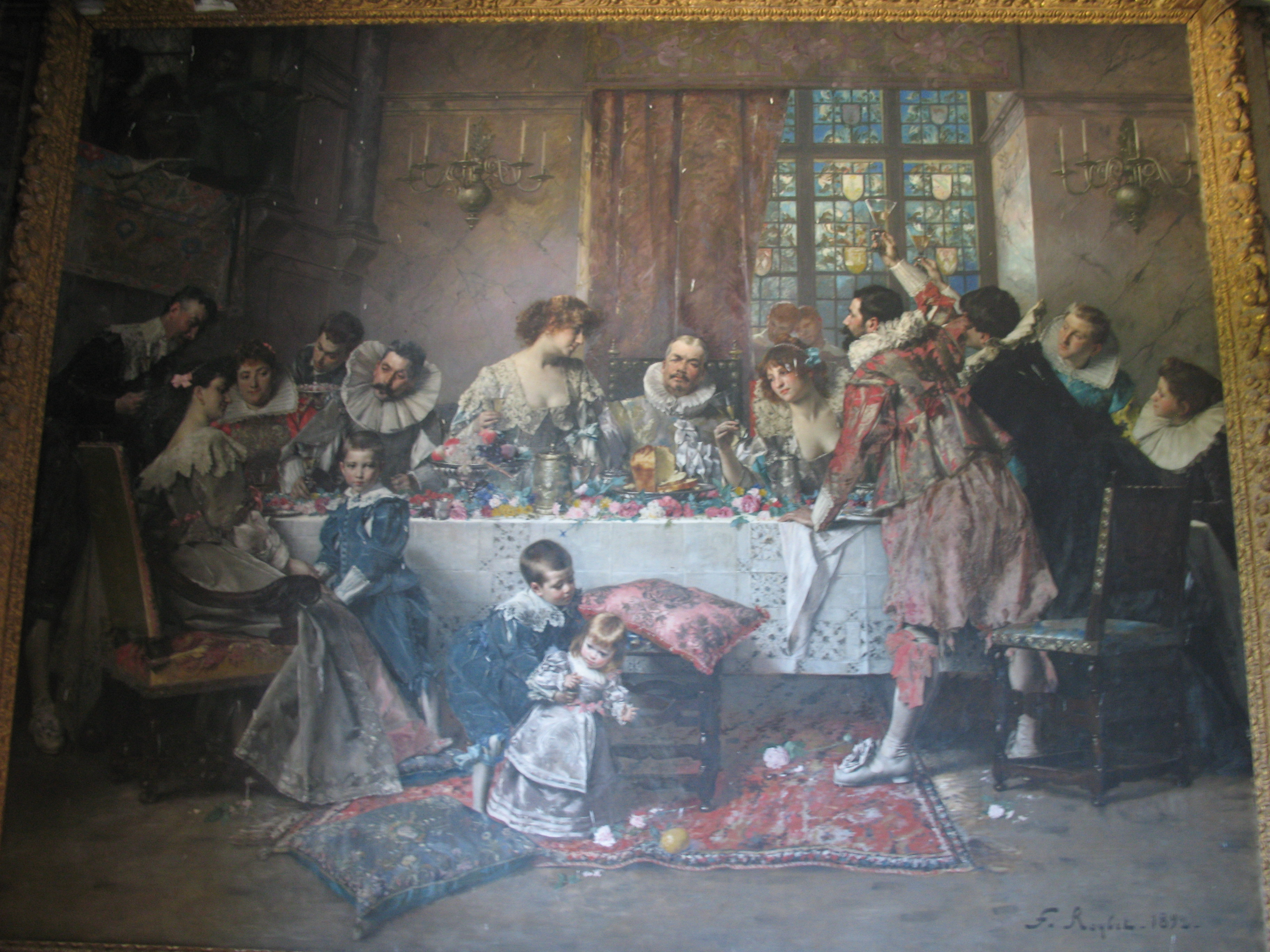
Portrait de famille par Roybet : au centre, Olympe ; à gauche, de profil, Cyprienne ; devant, Auguste II, Olympe II et Virginie.

### Époque actuelle
En 1948, Olympe II exécute les dernières volontés de sa mère en offrant le château à l’Agence de Formation Professionnelle pour Adultes (Afpa) afin qu’ils puissent transmettre le savoir et savoirs faire aux nouvelles générations. 
Depuis ce jour, plus des milliers d'apprenants en horticulture et paysagiste ont passés les portes du château de la Boissière, et y apprenne à entretenir les murs et jardins. Le parc du château héberge de nombreuses espèces et arbres centenaires.
L’Afpa y propose régulièrement des Journées Portes Ouvertes et accueille le public pour raconter son histoire et faire perdurer la mémoire du château.

## Description

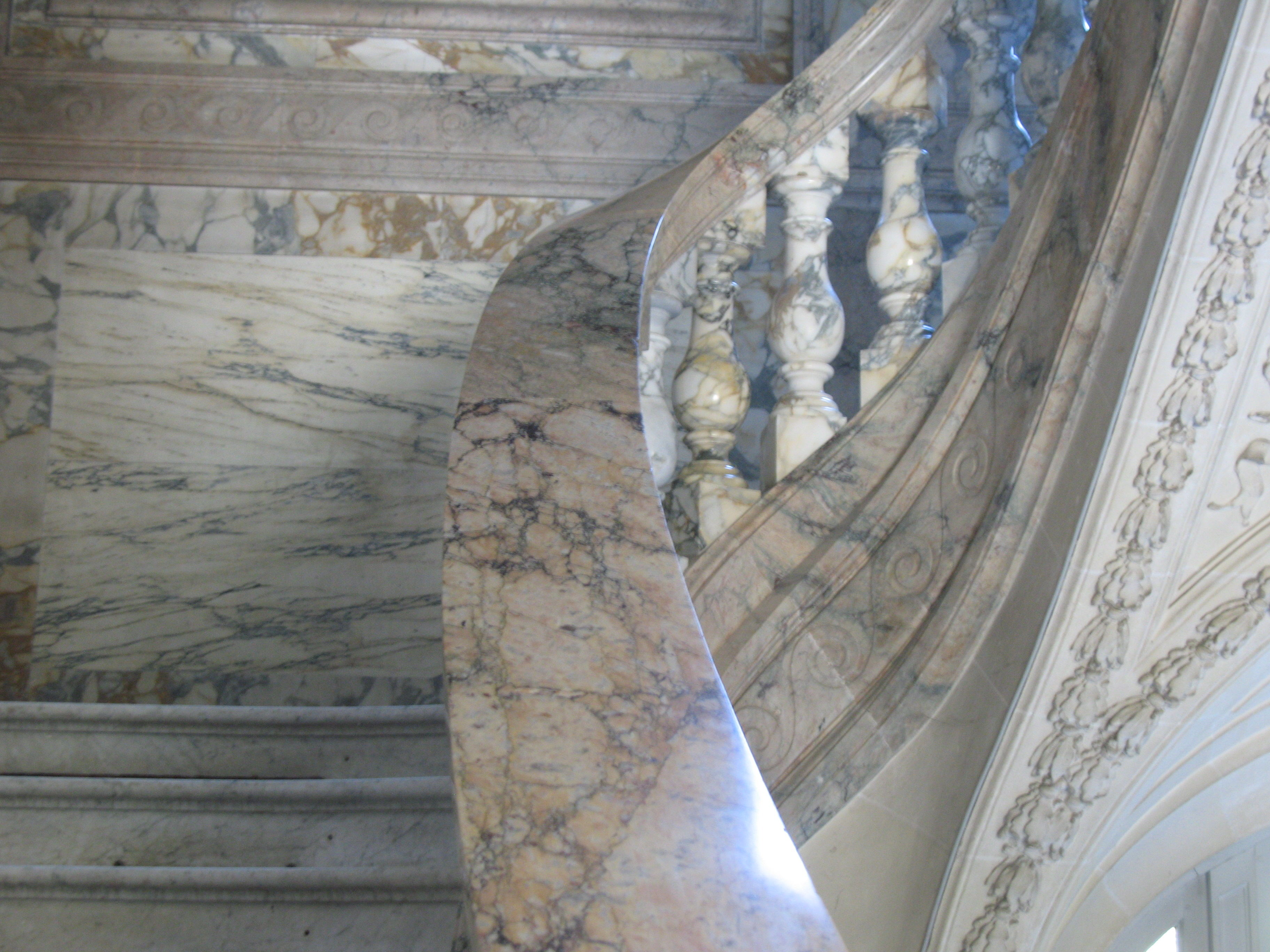
Détail du grand escalier.
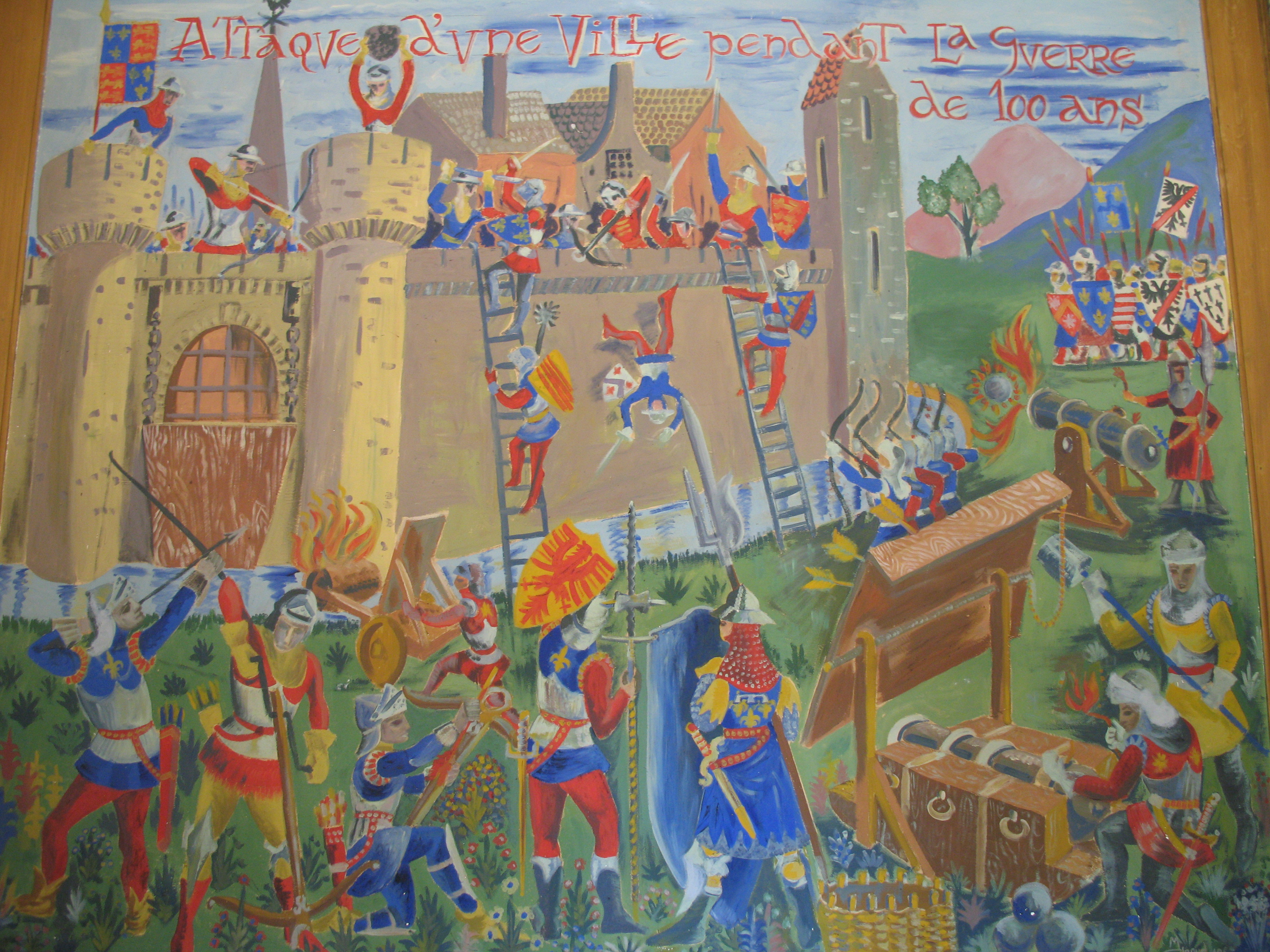
L'attaque d'une ville pendant la guerre de Cent Ans.
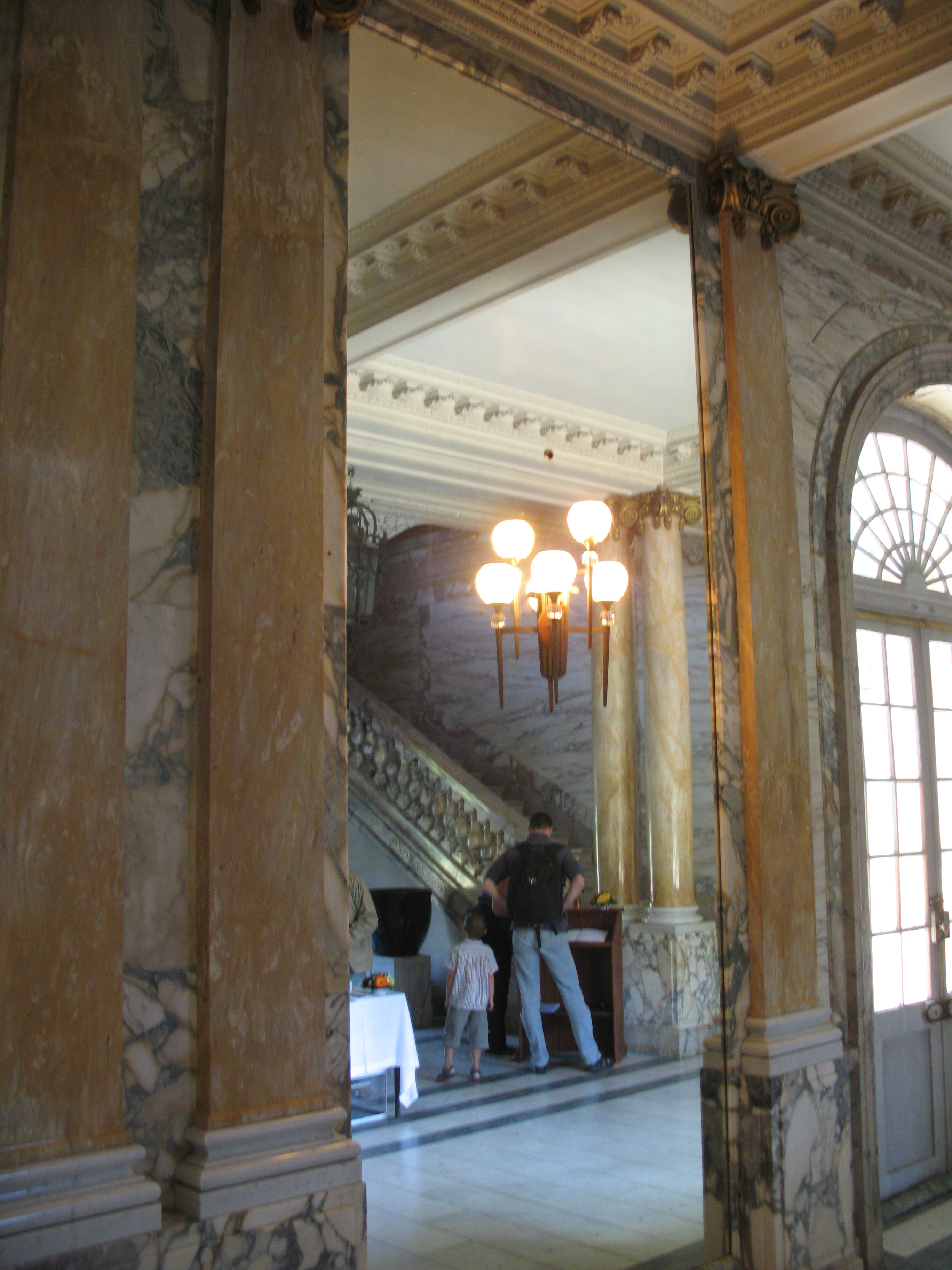
Détail de la galerie.

- Il existait en ce lieu, depuis plusieurs siècles, un château qui occupait le même emplacement que le château actuel, bâti entre 1853 et 1857, dont la conception s’inspire du style Louis XIII, caractérisé par l’alternance de briques rouges et de pierres et une toiture à forte pente. Il incorpore vraisemblablement des éléments de la construction antérieure dont il reprend une partie du plan en lui donnant une symétrie qu'il n'avait pas à l'origine. Deux ailes d’un seul niveau surmontées d’une terrasse ont été ajoutées vers 1890.
- Le grand escalier de marbre blanc et jaune à double volée se rejoignant, construit du temps de la famille Hériot, est signé de Georges Tersling (également architecte de l'hôtel Hériot, rue de la Faisanderie à Paris), associé de Charles Garnier. On y découvre d’un côté un portrait en pied du commandant et de l’autre une représentation par Ferdinand Roybet de la famille Hériot faisant banquet en habits Renaissance. Au rez-de-chaussée, de part et d’autre de la galerie à colonnades qui comprend une succession de miroirs et deux grands tableaux historiques (le départ de Saint-Louis pour les croisades et l'attaque d'une ville pendant la guerre de Cent Ans), se trouvent une salle consacrée à un petit musée de l’école Hériot (pupitres, uniformes, casiers de cirage, lits, cartes…), et le salon de marbre dont chaque angle est occupé par une statue allégorique. À l’étage, la bibliothèque renferme une collection d’ouvrages de la Revue des Deux Mondes et un autre portrait du commandant, quelque temps avant son décès (il s’agit d’un portrait en pied, mais faute de place, la toile n’a pas été déroulée entièrement et le bas des jambes n’est pas visible). De belles cheminées complètent cet ensemble. La quasi-totalité des meubles a été déménagée par la famille lors de la vente de la propriété, à l’exception de deux fauteuils ouvragés (copies d’anciens) dans la bibliothèque et un bouddha dans l’escalier.
- Le parc est traversé par la Maltorne qui alimente un étang agrémenté de nénuphars. De part et d’autre du château, deux statues de bronze sur socle de marbre d'Auguste Cain représentent une Lionne apportant à ses petits un jeune sanglier datant de 1880.

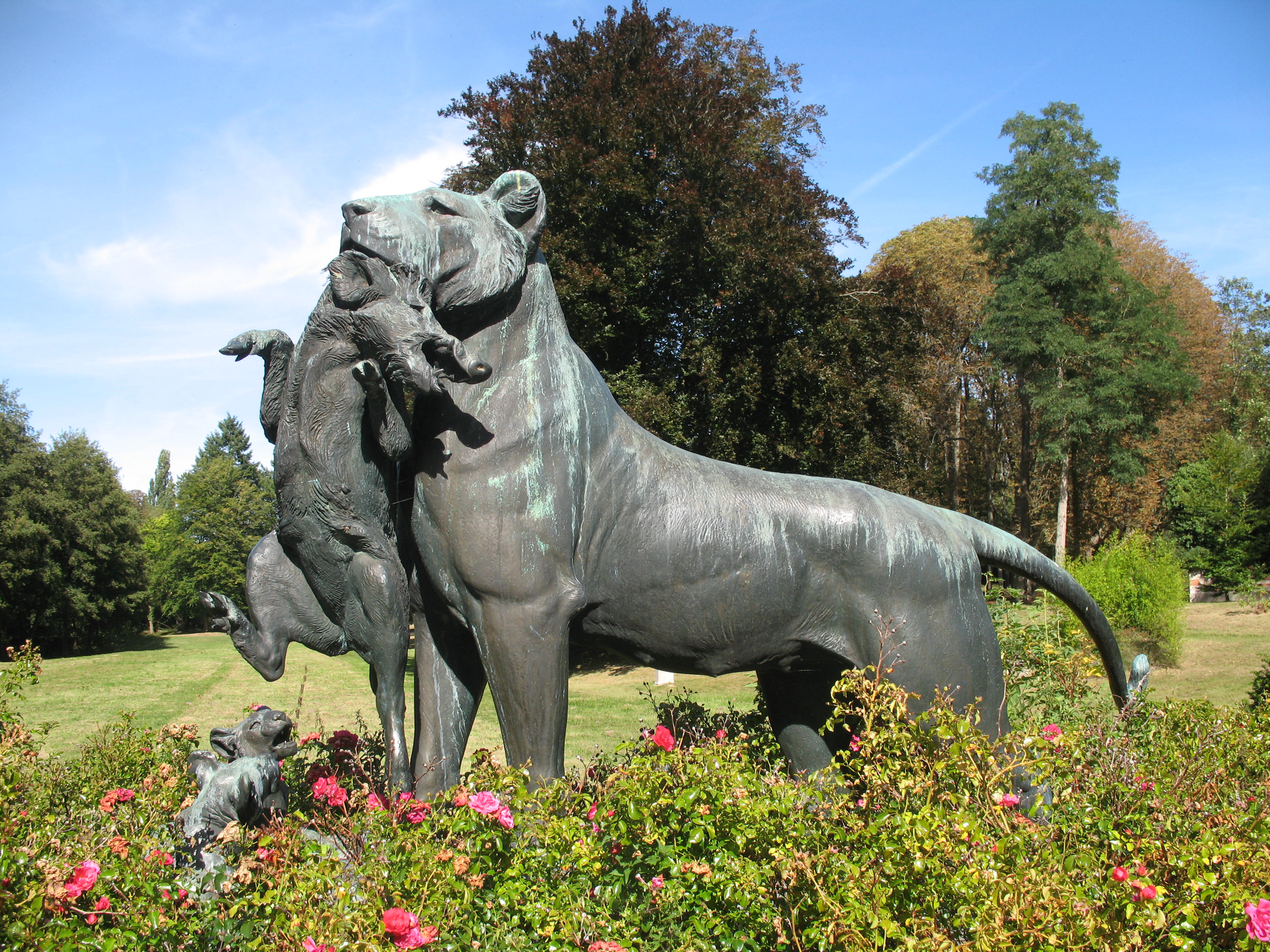
Statue de Lionne apportant à ses petits un jeune sanglier d'Auguste Cain.
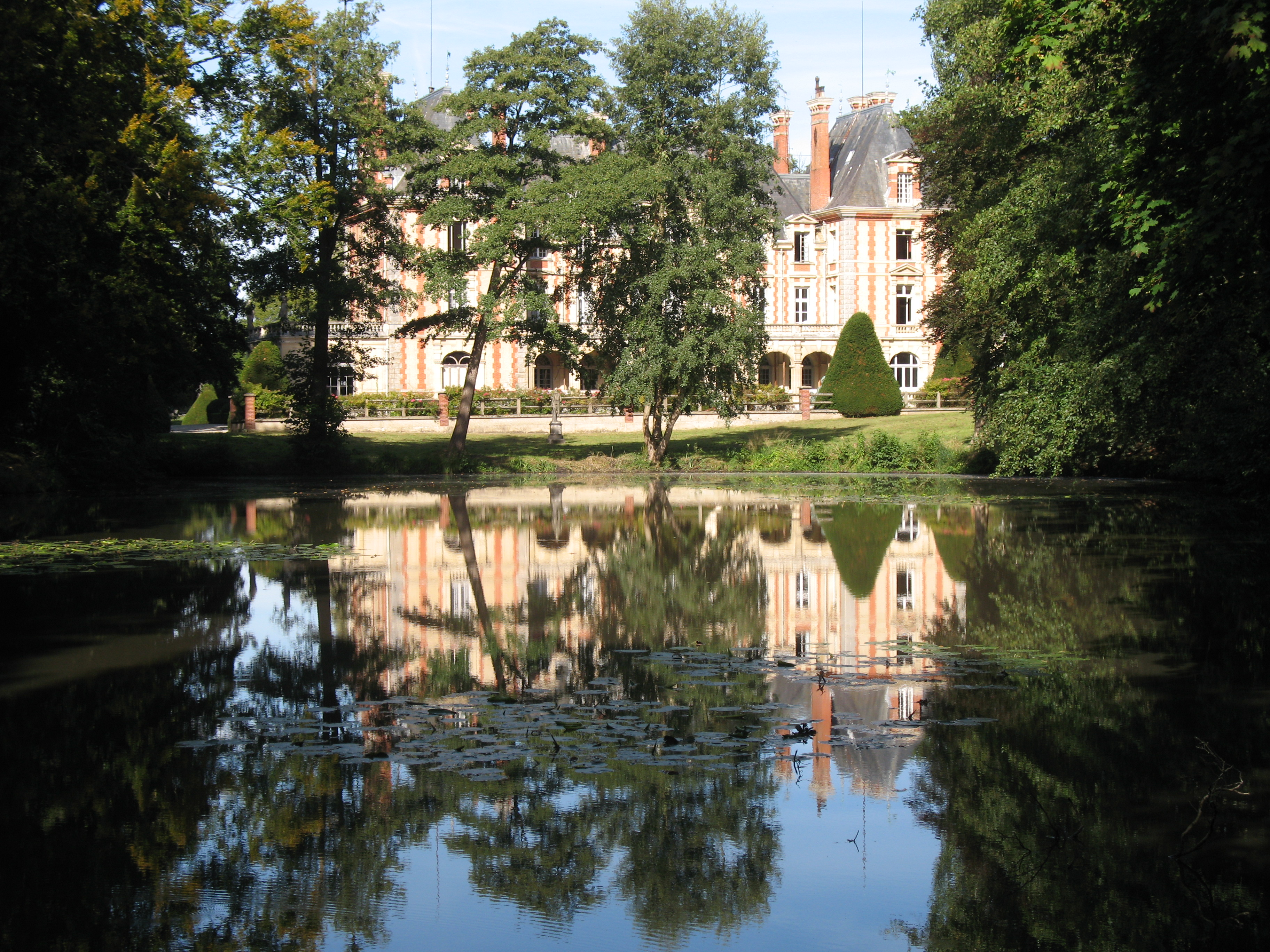
Reflet de la façade sud du château dans l'étang.
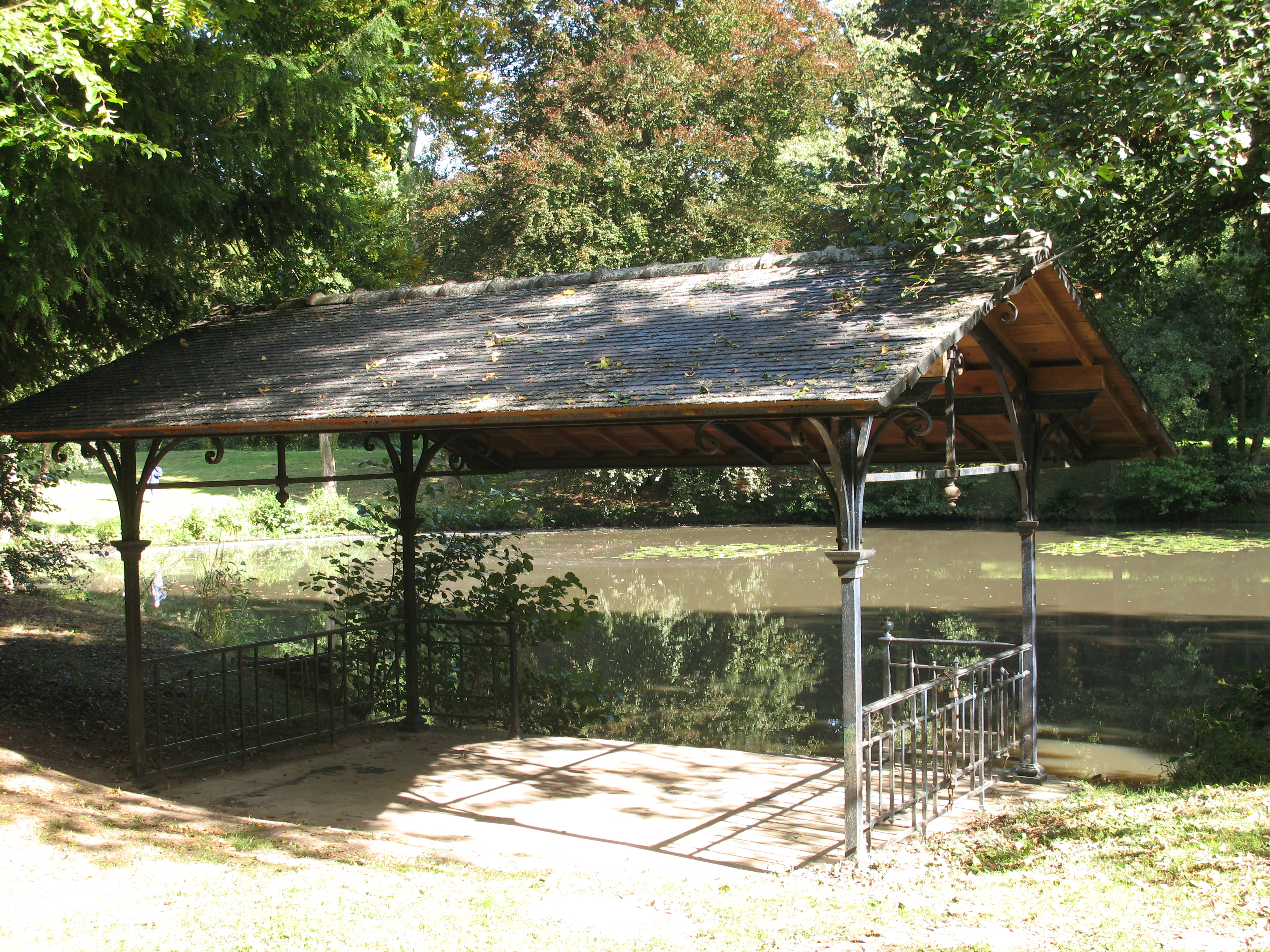
Dans le parc.

- En dehors de la propriété actuelle, se trouve le mausolée de la famille. On y découvre, dans le vestibule, un groupe sculpté en marbre de Félix Soulès représentant un petit enfant (Jean Hériot, mort à deux ans) soutenu par un ange. Un escalier descend à la chapelle funéraire où se trouvent les tombeaux. Derrière l'autel, une grotte à éclairage zénithal abrite une femme assise entourée d'enfants ou d'angelots.

## L'École régionale du premier degré «Olympe Hériot»

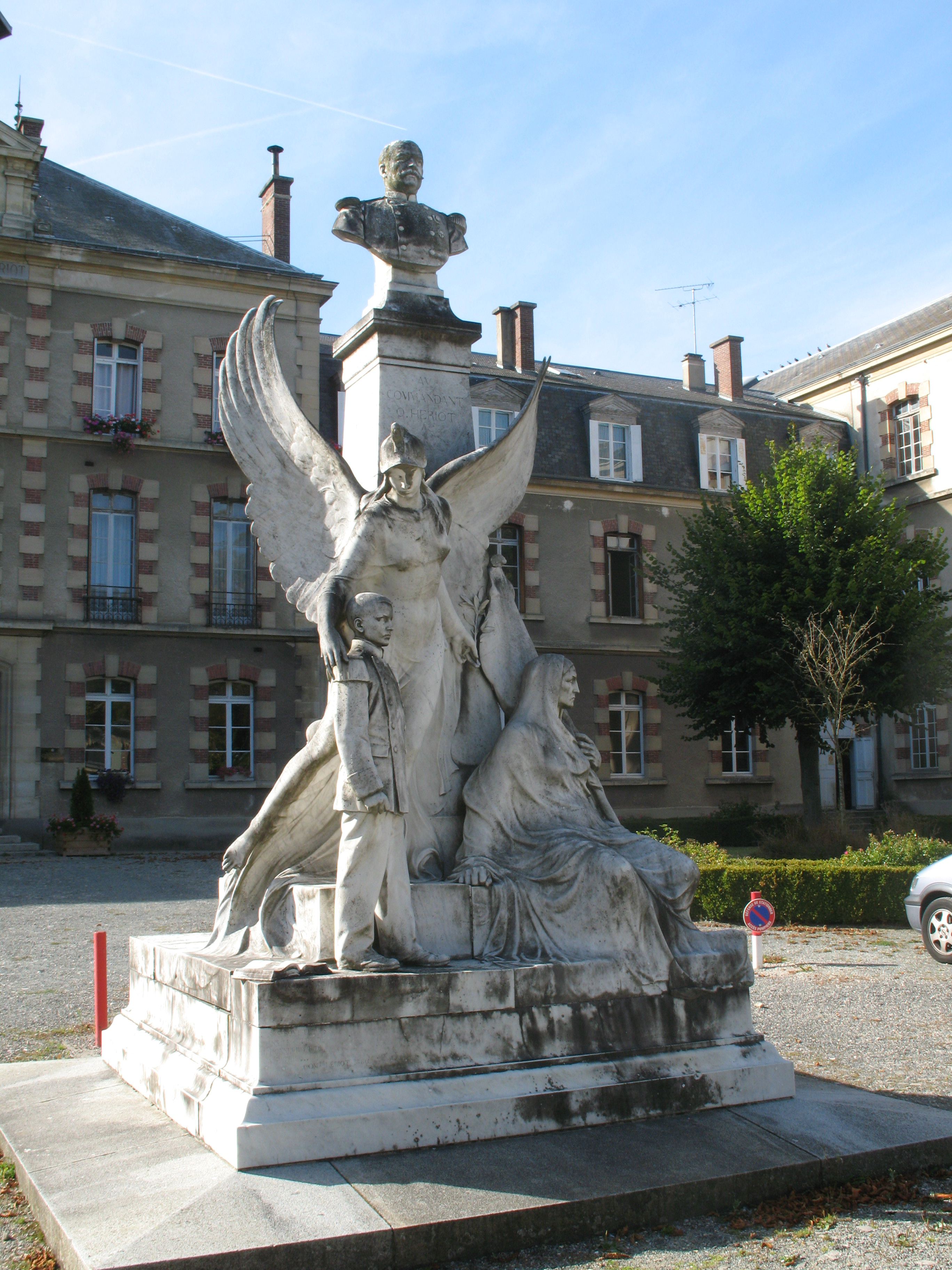
L'école (buste de Louis-Ernest Barrias).

Le commandant Hériot crée dans son parc, en 1886, un orphelinat militaire destiné aux enfants de troupe âgés de cinq à treize ans. Cette institution fait l'objet d'une donation au profit du ministère de la Guerre, complétée ultérieurement par des donations de la veuve d'Olympe Hériot, Mme Douine. Aujourd'hui, cette institution s'appelle l'« École Régionale du premier degré Olympe Hériot ».
L'édifice a été inscrit au titre des monuments historiques  par arrêté du 4 décembre 1985 pour la salle des Glaces puis classé par arrêté du 22 septembre 1987 pour le vestibule, le grand escalier, le petit salon, la grande salle à manger dite salle des marbres et la salle des maquettes.